# Fritillaria conica
 (avril 2022).
La mise en forme du texte ne suit pas les recommandations de Wikipédia : il faut le « wikifier ».
Les points d'amélioration suivants sont les cas les plus fréquents :
- Les titres sont pré-formatés par le logiciel. Ils ne sont ni en capitales, ni en gras.
- Le texte ne doit pas être écrit en capitales (les noms de famille non plus), ni en gras, ni en italique, ni en « petit »…
- Le gras n'est utilisé que pour surligner le titre de l'article dans l'introduction, une seule fois.
- L'italique est rarement utilisé : mots en langue étrangère, titres d'œuvres, noms de bateaux, etc.
- Les citations ne sont pas en italique mais en corps de texte normal. Elles sont entourées par des guillemets français : « et ».
- Les listes à puces sont à éviter, des paragraphes rédigés étant largement préférés. Les tableaux sont à réserver à la présentation de données structurées (résultats, etc.).
- Les appels de note de bas de page (petits chiffres en exposant, introduits par l'outil «  Source ») sont à placer entre la fin de phrase et le point final[comme ça].
- Les liens internes (vers d'autres articles de Wikipédia) sont à choisir avec parcimonie. Créez des liens vers des articles approfondissant le sujet. Les termes génériques sans rapport avec le sujet sont à éviter, ainsi que les répétitions de liens vers un même terme.
- Les liens externes sont à placer uniquement dans une section « Liens externes », à la fin de l'article. Ces liens sont à choisir avec parcimonie suivant les règles définies. Si un lien sert de source à l'article, son insertion dans le texte est à faire par les notes de bas de page.
- La présentation des références doit suivre les conventions bibliographiques. Il est recommandé d'utiliser les modèles {{Ouvrage}}, {{Chapitre}}, {{Article}}, {{Lien web}} et/ou {{Bibliographie}}. Le mode d'édition visuel peut mettre en forme automatiquement les références.
- Insérer une infobox (cadre d'informations à droite) n'est pas obligatoire pour parachever la mise en page.

Pour une aide détaillée, merci de consulter Aide:Wikification.
Si vous pensez que ces points ont été résolus, vous pouvez retirer ce bandeau et améliorer la mise en forme d'un autre article.
Fritillaria conica
Espèce
Fritillaria conica est une espèce de plantes à fleurs de la famille des liliacées (Liliaceae), originaire du sud-ouest de la Grèce. Elle est endémique du Péloponnèse.

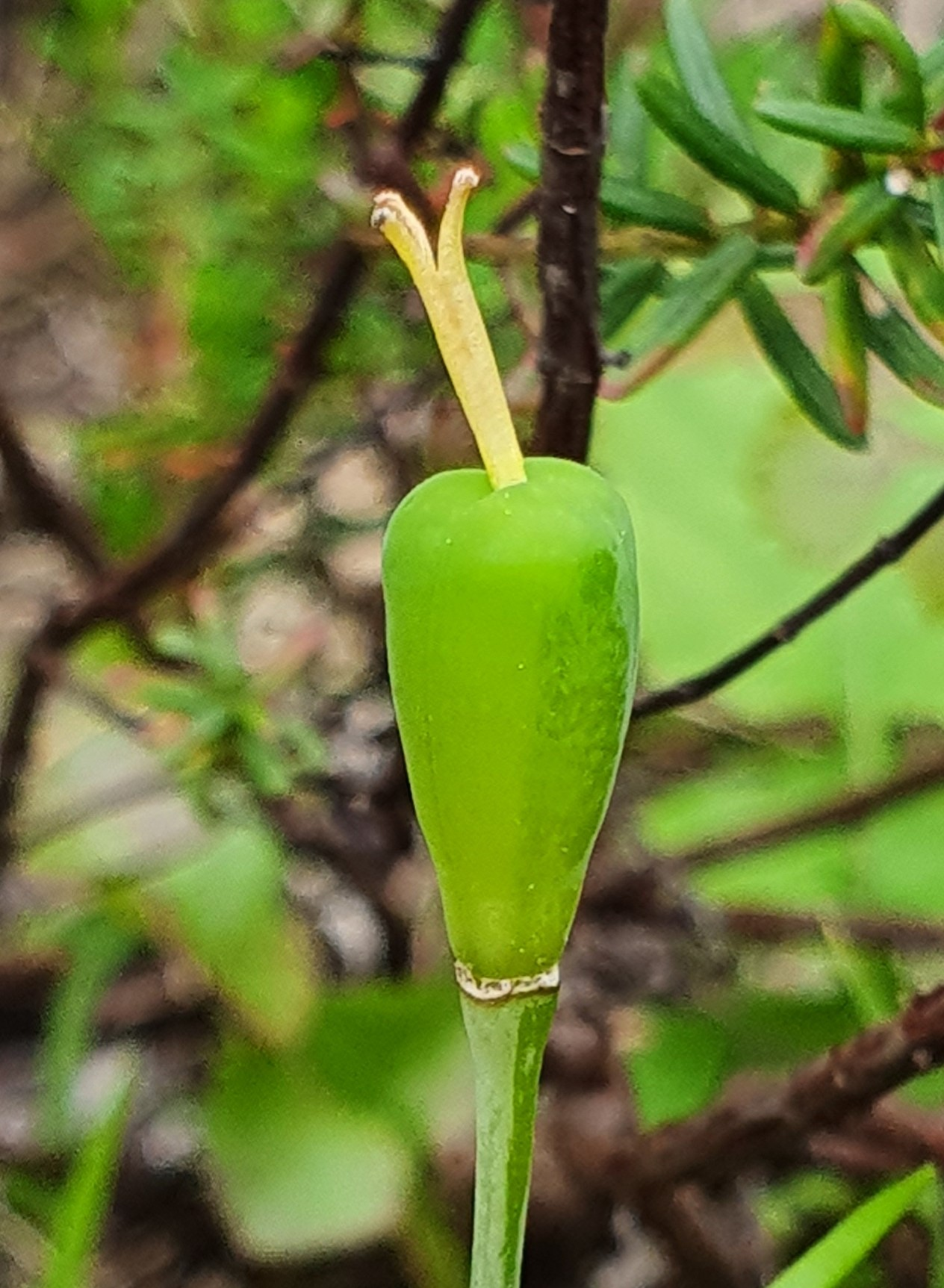
Fruit capsulaire immature de Fritillaria conica.

## Description
Fritillaria conica est une herbe de 7-35 cm de haut avec une tige glabre portant 5-8 feuilles vert clair, brillantes et non glauques. Les feuilles sont lancéolées à oblongues-lancéolées. Les feuilles basales sont opposées, les feuilles supérieures sont alternes. Les 1-2 fleurs terminales, en forme de cône ou de dôme, sont de couleur jaune clair sans aucun motif. Les fleurs sont penchées. Après la pollinisation, des capsules non ailées, cylindriques à subglobales, se forment, et contiennent des graines largement ailées, qui sont parmi les plus larges parmi les espèces grecques de Fritillaria.

Le jeu de chromosomes diploïde est de 2n = 24.

## Écologie
Cette espèce se trouve sur des pentes calcaires rocheuses à des altitudes de 350 m, en compagnie de Quercus coccifera, Pistacia lentiscus et Phlomis fruticosa. La floraison a lieu de mars à avril.

## Étymologie
Le nom de l'espèce conica provient de la forme conique des fleurs.

## Conservation de l'espèce
Cette espèce menacée d'extinction possède de petites populations réparties sur une zone estimée à 400 km². Les populations ne couvrent qu'une superficie de 12 à 16 km². Il ne reste qu'environ 1175 spécimens adultes à l'état sauvage. Un chiffre qui continue à diminuer. Les populations ne sont toutefois pas très fragmentées et on les trouve dans quatre sites différents. La conservation de l'espèce est menacée par l'agriculture, l'aquaculture, l'élevage et l'élevage en ranch. Le surpâturage constitue un défi, car la formation de graines est limitée par la destruction des tiges fleuries. Cette espèce a également une faible capacité à se reproduire par voie végétative. Des efforts de conservation ex situ ont été entrepris et l'espèce est protégée à la fois par la législation nationale et internationale.